# Thomas Humphrey Marshall
Thomas Humphrey Marshall (conosciuto anche come Tom Marshall) (Londra, 19 dicembre 1893 – Cambridge, 29 novembre 1981) è stato un sociologo e storico delle istituzioni e delle culture contemporanee inglese.
Dopo aver trascorso gli anni della guerra in un campo di prigionia tedesco, entrò nel mondo accademico nel 1919 come storico, indirizzando successivamente i propri interessi verso lo studio comparato delle istituzioni sociali. Da quando, nel 1929, assunse una cattedra sociologica alla London School of Economics, i suoi campi principali di ricerca furono la stratificazione e la politica sociali. Tra le sue opere si ricorda il saggio Cittadinanza e classe sociale.

## Pensiero

### I tre tipi di diritti
In celebri lezioni tenute a Cambridge nel 1949, distinse tre tipi di diritti:
- diritti del primo tipo afferenti alla libertà individuale (libertà di pensiero, libertà di stampa, libertà religiosa, libertà di associazione, libertà di lavoro)
- diritti di secondo tipo sono i diritti politici (diritto di partecipazione all'esercizio del potere politico, elettorato attivo o passivo)
- diritti di terzo tipo sono i diritti sociali (diritto all'assistenza sanitaria, all'istruzione, all'assistenza sociale )[1]